# Davidson de Oliveira Morais
Davidson de Oliveira Morais (* 18. Juli 1981 in Belo Horizonte, Brasilien) ist ein brasilianischer Fußballspieler.  Er war bis 2011 Stammspieler bei der zypriotischen Mannschaft Omonia Nikosia.